# Martín Vázquez
För andra betydelser, se Martín Vázquez (olika betydelser).
Martín Emilio Vázquez Broquetas, född 14 januari 1969, är en fotbollsdomare från Uruguay. Vazquez har bland annat dömt i OS i Peking 2008 och kvalmatcher till både fotbolls-VM 2006 och fotbolls-VM 2010. Han var även en av domarna under just fotbolls-VM 2010 i Sydafrika. Vazquez har varit FIFA-domare sedan 2001.